# 尹崇珍
尹崇珍（1983年3月23日—），台灣女演員，潤泰集團總裁尹衍樑的姪女。2012年於大愛電視台偶像劇《生命花園》首次擔綱女主角。

## 影視作品
| 年份   | 頻道       | 劇名                   | 角色   |
| 2009年 | 八大綜合台 | 《海派甜心》           | 慧敏   |
| 2011年 |            | 綠光劇團《人間條件四》 |        |
| 2011年 | 民視       | 《廉政英雄》           | 邱雅琪 |
| 2012年 | 大愛       | 《生命花園》           | 小琪   |
| 2013年 | 民視       | 《我愛你愛你愛我》     | 趙文琪 |
| 2016年 | 三立都會台 | 《飛魚高校生》         | Sandy  |
| 2017年 | 大愛       | 《生命桃花源》         | 李孟芳 |

### 電影
- 2013年《迷戀溫哥華》 飾
- 2017年《地圖的盡頭》 飾 珮瑜

### 微電影
- 2012年 分享愛  第三部曲 夢的圍裙

### MV
- 八三夭-最好的結局

### 廣告
- 太和工房保溫瓶
- 麥當勞超值早餐
- 伊莎貝爾喜餅 消失篇
- 黑松Tea Free
- 萊爾富 友情篇
- ORBIS水原力系列
- 85.C TVC
- IKEA 撕照片篇
- 遠傳電信
- SKII

## 外部連結
- 尹崇珍Jennifer的Facebook專頁
- 尹崇珍的新浪微博
- 尹崇珍在香港影庫上的簡介